# Encontro Internacional de Partidos Comunistas e Operários
O Encontro Internacional de Partidos Comunistas e Operários (EIPCO; em inglês: International Meeting of Communist and Workers' Parties, IMCWP) é uma conferência anual em que participam os partidos comunistas e operários de várias nações. Teve origem em 1998, quando o Partido Comunista da Grécia (KKE) convidou partidos comunistas e operários a participar numa conferência anual onde se podiam reunir para partilhar as suas experiências e emitir uma declaração conjunta. A mais recente e 21.ª reunião do IMCWP teve lugar em outubro de 2019 na Turquia, e foi organizado pelo Partido Comunista da Turquia. A 21.ª reunião contou com a participação de delegados de 74 partidos representando 58 países.
O encontro foi estabelecido em 1998, e, desde então, realiza todos os anos, uma conferência, onde os partidos se juntam e discutem diversos temas.
Entre os principais partidos participantes estão o Partido Comunista Chinês, o Partido Comunista do Vietname, o Partido Comunista Cubano, o Partido Comunista Português, Partido dos Trabalhadores da Coreia, o Partido Comunista da Grécia, o Partido Comunista do Brasil, o Partido Comunista da Federação Russa e o Partido Comunista Brasileiro.

## Organização
O Grupo de Trabalho (GT) do Encontro Internacional de Partidos Comunistas e Operários (IMCWP) é composto por partidos comunistas de todo o mundo. A tarefa do grupo de trabalho é preparar e organizar as Reuniões Internacionais de Partidos Comunistas e Operários (IMCWP's).
As reuniões são realizadas anualmente, com participantes de todo o mundo. Além disso, há ocasionalmente reuniões extraordinárias, como a reunião em Damasco, em setembro de 2009, sobre "Solidariedade com a luta heroica do povo palestiniano e dos outros povos do Médio Oriente". Em dezembro de 2009, os partidos comunistas e operários concordaram com a criação da Revista Comunista Internacional, que é publicada anualmente em inglês e espanhol, e tem um website.
«Boletim informativo - edição online» (em inglês)
«Revista Comunista Internacional - edição online» (em inglês)

## Participação

Países com pelo menos 1 membro do Encontro Internacional de Partidos Comunistas e Operários (2023)

A tabela seguinte é a lista de participantes de cada encontro.
Chaves:
✓ = participou
– = não participou
o = observador
m = enviou mensagem
| País                   | Partido                                                             | 2021 | 2019 | 2018 | 2017 | 2016 | 2015 | 2014 | 2013 | 2012 | 2011 | 2010 | 2009 | 2008 | 2007 | 2006 | 2005 | 2004 | 2003 | 2002 | 2001 |
| ---------------------- | ------------------------------------------------------------------- | ---- | ---- | ---- | ---- | ---- | ---- | ---- | ---- | ---- | ---- | ---- | ---- | ---- | ---- | ---- | ---- | ---- | ---- | ---- | ---- |
| Albânia                | Partido Comunista da Albânia                                        | –    | ✓    | –    | –    | –    | –    | –    | –    | ✓    | –    | –    | –    | –    | –    | ✓    | ✓    | ✓    | ✓    | –    | –    |
| Algeria                | Partido para a Democracia e Socialismo                              | ✓    | ✓    | ✓    | ✓    | –    | ✓    | –    | ✓    | ✓    | ✓    | –    | –    | ✓    | ✓    | ✓    | ✓    | ✓    | ✓    | ✓    | ✓    |
| Argentina              | Partido Comunista da Argentina                                      | ✓    | ✓    | ✓    | ✓    | –    | –    | ✓    | ✓    | –    | m    | ✓    | ✓    | ✓    | –    | ✓    | ✓    | m    | m    | m    | ✓    |
| Arménia                | Partido Comunista da Armênia                                        | –    | –    | ✓    | ✓    | –    | –    | –    | –    | –    | ✓    | –    | –    | –    | ✓    | –    | –    | –    | ✓    | ✓    | ✓    |
| Austrália              | Partido Comunista da Austrália                                      | ✓    | ✓    | ✓    | ✓    | –    | –    | ✓    | ✓    | m    | ✓    | ✓    | ✓    | –    | ✓    | ✓    | ✓    | ✓    | ✓    | ✓    | ✓    |
| Áustria                | Partido Comunista da Áustria                                        | –    | –    | ✓    | ✓    | –    | –    | –    | –    | –    | –    | –    | –    | –    | –    | –    | ✓    | m    | ✓    | ✓    | –    |
| Áustria                | Partido do Trabalho da Áustria                                      | ✓    | –    | –    | –    | –    | –    | –    | –    | –    | –    | –    | –    | –    | –    | –    | –    | –    | –    | –    | –    |
| Azerbaijão             | Partido Comunista do Azerbaijão                                     | ✓    | ✓    | ✓    | ✓    | –    | ✓    | –    | ✓    | ✓    | ✓    | ✓    | –    | –    | ✓    | –    | –    | –    | –    | –    | –    |
| Bahrain                | Tendência Democrática Nacional                                      | –    | –    | –    | –    | –    | –    | –    | –    | –    | –    | –    | –    | –    | –    | –    | –    | –    | –    | –    | ✓    |
| Bahrain                | Frente de Libertação Nacional                                       | –    | –    | –    | –    | –    | –    | –    | –    | –    | –    | –    | –    | –    | –    | –    | –    | –    | –    | m    | –    |
| Bahrain                | Tribuna Democrática Progressista                                    | ✓    | ✓    | ✓    | ✓    | –    | –    | ✓    | ✓    | ✓    | –    | –    | –    | –    | ✓    | ✓    | ✓    | ✓    | ✓    | –    | –    |
| Bangladesh             | Partido Comunista do Bangladesh                                     | ✓    | –    | –    | –    | –    | –    | –    | –    | –    | –    | –    | –    | –    | –    | –    | –    | –    | –    | –    | –    |
| Bangladesh             | Partido dos Trabalhadores do Bangladesh                             | –    | ✓    | ✓    | ✓    | –    | ✓    | –    | –    | ✓    | ✓    | ✓    | –    | –    | –    | –    | –    | –    | –    | –    | –    |
| Bielorrússia           | Partido Comunista da Bielorrússia                                   | –    | –    | ✓    | ✓    | –    | –    | ✓    | ✓    | ✓    | ✓    | ✓    | –    | ✓    | ✓    | –    | ✓    | –    | m    | ✓    | ✓    |
| Bélgica                | Partido Comunista da Bélgica                                        | ✓    | ✓    | ✓    | ✓    | –    | –    | –    | –    | –    | m    | –    | –    | –    | –    | –    | –    | –    | –    | m    | –    |
| Bélgica                | Partido do Trabalho da Bélgica                                      | ✓    | ✓    | –    | –    | –    | ✓    | ✓    | ✓    | ✓    | ✓    | ✓    | ✓    | ✓    | ✓    | ✓    | ✓    | ✓    | ✓    | ✓    | ✓    |
| Bolívia                | Partido Comunista da Bolívia                                        | –    | –    | ✓    | –    | –    | –    | ✓    | –    | –    | m    | –    | ✓    | –    | –    | –    | –    | –    | –    | –    | –    |
| Bósnia e Herzegovina   | Partido Comunista dos Trabalhadores                                 | –    | –    | –    | –    | –    | –    | –    | –    | –    | –    | –    | –    | –    | –    | ✓    | ✓    | m    | –    | –    | –    |
| Brasil                 | Partido Comunista Brasileiro                                        | ✓    | ✓    | ✓    | ✓    | –    | ✓    | ✓    | ✓    | ✓    | ✓    | ✓    | ✓    | ✓    | –    | ✓    | –    | –    | m    | –    | –    |
| Brasil                 | Partido Comunista do Brasil                                         | ✓    | ✓    | ✓    | ✓    | –    | ✓    | ✓    | ✓    | ✓    | ✓    | ✓    | ✓    | ✓    | ✓    | ✓    | ✓    | ✓    | ✓    | ✓    | ✓    |
| Bulgária               | Partido Comunista "Georgi Dimitrov"                                 | –    | –    | –    | ✓    | –    | –    | –    | –    | –    | –    | –    | –    | –    | –    | –    | ✓    | ✓    | ✓    | ✓    | ✓    |
| Bulgária               | Partido Comunista da Bulgária                                       | –    | –    | ✓    | ✓    | –    | ✓    | –    | ✓    | –    | ✓    | ✓    | –    | ✓    | ✓    | –    | ✓    | ✓    | m    | ✓    | ✓    |
| Bulgária               | Comité da Iniciativa                                                | –    | –    | ✓    | –    | –    | –    | –    | –    | –    | –    | –    | –    | –    | –    | –    | –    | –    | –    | –    | –    |
| Bulgária               | Partido Socialista – Plataforma Marxista                            | –    | –    | –    | –    | –    | –    | –    | –    | –    | –    | –    | –    | –    | –    | –    | –    | –    | –    | –    | ✓    |
| Canadá                 | Partido Comunista do Canadá                                         | ✓    | ✓    | ✓    | ✓    | –    | ✓    | ✓    | ✓    | ✓    | ✓    | ✓    | ✓    | ✓    | ✓    | ✓    | ✓    | ✓    | ✓    | ✓    | ✓    |
| Chile                  | Partido Comunista do Chile                                          | –    | –    | –    | ✓    | –    | –    | –    | ✓    | m    | –    | –    | –    | ✓    | ✓    | ✓    | m    | m    | m    | m    | –    |
| China                  | Partido Comunista da China                                          | –    | ✓    | ✓    | ✓    | –    | ✓    | ✓    | ✓    | ✓    | –    | ✓    | ✓    | ✓    | ✓    | o    | o    | –    | m    | o    | –    |
| Colômbia               | Partido Comunista Colombiano                                        | –    | –    | –    | ✓    | –    | –    | ✓    | –    | –    | –    | –    | –    | ✓    | –    | ✓    | –    | m    | ✓    | ✓    | ✓    |
| Colômbia               | Força Alternativa Revolucionária do Comum                           | –    | –    | –    | ✓    | –    | –    | –    | –    | –    | –    | –    | –    | –    | –    | –    | m    | –    | m    | ✓    | ✓    |
| Costa Rica             | People's Vanguard Party                                             | –    | –    | –    | –    | –    | –    | ✓    | –    | –    | –    | –    | –    | –    | –    | –    | –    | –    | –    | –    | –    |
| Croácia                | Partido Socialista do Trabalho da Croácia                           | ✓    | ✓    | ✓    | ✓    | –    | –    | –    | –    | ✓    | ✓    | –    | –    | –    | –    | –    | –    | –    | –    | –    | –    |
| Cuba                   | Partido Comunista de Cuba                                           | ✓    | ✓    | ✓    | ✓    | –    | ✓    | ✓    | ✓    | ✓    | ✓    | ✓    | ✓    | ✓    | ✓    | ✓    | ✓    | ✓    | ✓    | ✓    | ✓    |
| Chipre                 | Partido Progressista do Povo Trabalhador                            | ✓    | ✓    | ✓    | ✓    | –    | ✓    | ✓    | ✓    | ✓    | ✓    | ✓    | ✓    | ✓    | ✓    | ✓    | ✓    | ✓    | ✓    | ✓    | ✓    |
| República Checa        | Partido Comunista da Boémia e Morávia                               | ✓    | ✓    | ✓    | ✓    | –    | ✓    | ✓    | ✓    | ✓    | ✓    | ✓    | ✓    | ✓    | ✓    | ✓    | ✓    | ✓    | ✓    | ✓    | ✓    |
| Dinamarca              | Communist Party in Denmark                                          | ✓    | ✓    | ✓    | ✓    | –    | ✓    | ✓    | ✓    | ✓    | ✓    | ✓    | ✓    | ✓    | ✓    | ✓    | ✓    | ✓    | ✓    | ✓    | ✓    |
| Dinamarca              | Partido Comunista da Dinamarca                                      | –    | ✓    | ✓    | ✓    | –    | ✓    | ✓    | ✓    | ✓    | ✓    | ✓    | ✓    | ✓    | ✓    | ✓    | ✓    | ✓    | ✓    | ✓    | –    |
| Ecuador                | Partido Comunista do Equador                                        | ✓    | –    | ✓    | ✓    | –    | –    | ✓    | ✓    | –    | –    | –    | –    | ✓    | –    | –    | –    | m    | –    | –    | –    |
| Egito                  | Egyptian Communist Party                                            | –    | –    | –    | ✓    | –    | –    | –    | ✓    | ✓    | ✓    | –    | –    | –    | –    | –    | ✓    | –    | ✓    | ✓    | ✓    |
| El Salvador            | Partido Comunista de El Salvador                                    | –    | ✓    | –    | –    | –    | –    | –    | –    | –    | –    | –    | –    | –    | –    | –    | –    | –    | –    | –    | –    |
| Estónia                | Partido Comunista da Estónia                                        | –    | –    | ✓    | ✓    | –    | –    | –    | –    | –    | –    | –    | –    | –    | –    | –    | ✓    | ✓    | –    | –    | –    |
| Finlândia              | Partido Comunista da Finlândia                                      | ✓    | ✓    | ✓    | ✓    | –    | ✓    | ✓    | ✓    | ✓    | ✓    | ✓    | ✓    | ✓    | ✓    | ✓    | ✓    | m    | ✓    | ✓    | m    |
| França                 | Partido Comunista da França                                         | ✓    | ✓    | ✓    | ✓    | –    | ✓    | ✓    | ✓    | ✓    | ✓    | ✓    | ✓    | ✓    | –    | o    | –    | –    | ✓    | m    | –    |
| Geórgia                | Unified Communist Party of Georgia                                  | –    | ✓    | ✓    | ✓    | –    | ✓    | –    | ✓    | –    | ✓    | –    | –    | ✓    | ✓    | ✓    | ✓    | ✓    | –    | –    | –    |
| Alemanha               | Partido Comunista Alemão                                            | ✓    | ✓    | ✓    | ✓    | –    | ✓    | ✓    | ✓    | ✓    | ✓    | ✓    | ✓    | ✓    | ✓    | ✓    | ✓    | ✓    | m    | ✓    | –    |
| Grécia                 | Partido Comunista da Grécia                                         | ✓    | ✓    | ✓    | ✓    | –    | ✓    | ✓    | ✓    | ✓    | ✓    | ✓    | ✓    | ✓    | ✓    | ✓    | ✓    | ✓    | ✓    | ✓    | ✓    |
| Guiana                 | Partido Popular Progressista                                        | –    | –    | –    | –    | –    | –    | –    | ✓    | –    | ✓    | –    | –    | –    | –    | –    | –    | –    | –    | –    | –    |
| Hungria                | Hungarian Workers' Party                                            | ✓    | ✓    | ✓    | ✓    | –    | ✓    | ✓    | ✓    | ✓    | ✓    | ✓    | ✓    | ✓    | ✓    | ✓    | ✓    | –    | ✓    | ✓    | ✓    |
| Índia                  | Partido Comunista da Índia                                          | ✓    | ✓    | ✓    | ✓    | –    | ✓    | ✓    | ✓    | m    | ✓    | ✓    | ✓    | ✓    | ✓    | ✓    | m    | ✓    | ✓    | m    | ✓    |
| Índia                  | Partido Comunista da Índia (Marxista)                               | ✓    | ✓    | ✓    | ✓    | –    | ✓    | ✓    | –    | ✓    | ✓    | ✓    | ✓    | ✓    | ✓    | ✓    | ✓    | m    | ✓    | m    | ✓    |
| Irão                   | Tudeh Party of Iran                                                 | ✓    | ✓    | ✓    | ✓    | –    | ✓    | –    | ✓    | m    | m    | –    | ✓    | ✓    | ✓    | ✓    | ✓    | ✓    | ✓    | ✓    | ✓    |
| Iraque                 | Iraqi Communist Party                                               | ✓    | ✓    | ✓    | ✓    | –    | ✓    | –    | ✓    | ✓    | ✓    | ✓    | ✓    | ✓    | ✓    | ✓    | ✓    | ✓    | ✓    | ✓    | ✓    |
| Iraque                 | Kurdistan Communist Party–Iraq                                      | ✓    | ✓    | ✓    | ✓    | –    | ✓    | –    | –    | ✓    | ✓    | –    | –    | –    | –    | –    | m    | –    | –    | ✓    | ✓    |
| Irlanda                | Partido Comunista da Irlanda                                        | ✓    | –    | ✓    | ✓    | –    | ✓    | ✓    | ✓    | ✓    | ✓    | ✓    | ✓    | ✓    | ✓    | –    | ✓    | ✓    | ✓    | –    | –    |
| Irlanda                | Partido dos Trabalhadores da Irlanda                                | ✓    | ✓    | ✓    | ✓    | –    | ✓    | –    | ✓    | ✓    | ✓    | ✓    | –    | ✓    | –    | ✓    | ✓    | ✓    | ✓    | ✓    | –    |
| Israel                 | Partido Comunista de Israel                                         | ✓    | ✓    | ✓    | ✓    | –    | ✓    | –    | ✓    | –    | –    | ✓    | ✓    | –    | ✓    | –    | ✓    | ✓    | ✓    | ✓    | ✓    |
| Itália                 | Partido Comunista                                                   | ✓    | ✓    | ✓    | ✓    | –    | –    | –    | –    | –    | –    | –    | –    | –    | –    | –    | –    | –    | –    | –    | –    |
| Itália                 | Partido Comunista Italiano                                          | –    | ✓    | ✓    | ✓    | –    | –    | –    | –    | –    | –    | –    | –    | –    | –    | –    | –    | –    | –    | –    | –    |
| Itália                 | Partido dos Comunistas Italianos                                    | –    | –    | –    | –    | –    | –    | ✓    | ✓    | ✓    | ✓    | ✓    | ✓    | ✓    | ✓    | ✓    | ✓    | ✓    | ✓    | m    | ✓    |
| Itália                 | Partido da Refundação Comunista                                     | –    | –    | –    | –    | –    | –    | –    | –    | ✓    | ✓    | ✓    | ✓    | ✓    | –    | ✓    | ✓    | ✓    | ✓    | ✓    | ✓    |
| Japão                  | Partido Comunista Japonês                                           | –    | –    | –    | –    | –    | –    | –    | –    | –    | –    | –    | –    | –    | –    | –    | –    | –    | –    | –    | –    |
| Jordânia               | Jordanian Communist Party                                           | ✓    | ✓    | ✓    | ✓    | –    | –    | ✓    | –    | ✓    | ✓    | –    | –    | –    | ✓    | –    | ✓    | ✓    | m    | –    | ✓    |
| Cazaquistão            | Partido Comunista do Cazaquistão                                    | –    | –    | ✓    | ✓    | –    | ✓    | –    | –    | –    | –    | –    | –    | –    | –    | –    | –    | –    | –    | –    | –    |
| Coreia do Norte        | Partido dos Trabalhadores da Coreia                                 | ✓    | ✓    | ✓    | ✓    | –    | –    | ✓    | ✓    | –    | ✓    | –    | ✓    | ✓    | ✓    | –    | ✓    | ✓    | ✓    | ✓    | ✓    |
| Quirguistão            | Party of Communists of Kyrgyzstan                                   | ✓    | –    | ✓    | ✓    | –    | –    | –    | –    | –    | –    | –    | ✓    | –    | ✓    | –    | –    | –    | –    | –    | –    |
| Laos                   | Partido Popular Revolucionário do Laos                              | –    | ✓    | ✓    | ✓    | –    | ✓    | ✓    | ✓    | –    | –    | –    | ✓    | ✓    | ✓    | ✓    | m    | m    | m    | –    | m    |
| Letónia                | Partido Socialista da Letónia                                       | ✓    | ✓    | ✓    | ✓    | –    | –    | –    | ✓    | –    | –    | –    | ✓    | ✓    | ✓    | ✓    | ✓    | ✓    | ✓    | ✓    | ✓    |
| Líbano                 | Partido Comunista Libanês                                           | ✓    | ✓    | ✓    | ✓    | –    | ✓    | ✓    | ✓    | ✓    | ✓    | ✓    | ✓    | ✓    | ✓    | ✓    | ✓    | ✓    | ✓    | ✓    | ✓    |
| Lituânia               | Socialist Party of Lithuania                                        | ✓    | ✓    | ✓    | ✓    | –    | ✓    | ✓    | –    | –    | –    | –    | –    | –    | ✓    | –    | ✓    | ✓    | m    | –    | –    |
| Luxemburgo             | Partido Comunista do Luxemburgo                                     | –    | ✓    | ✓    | –    | –    | –    | –    | ✓    | m    | m    | ✓    | ✓    | ✓    | ✓    | ✓    | ✓    | ✓    | ✓    | –    | –    |
| Luxemburgo             | A Esquerda                                                          | –    | –    | –    | –    | –    | –    | –    | –    | –    | –    | –    | –    | –    | –    | –    | –    | –    | –    | –    | m    |
| Macedónia              | Communist Party of Macedonia                                        | –    | ✓    | ✓    | ✓    | –    | ✓    | –    | –    | –    | –    | –    | –    | –    | ✓    | ✓    | ✓    | –    | –    | –    | m    |
| Macedónia              | League of Communists of Macedonia                                   | –    | –    | –    | –    | –    | –    | –    | –    | –    | –    | –    | –    | –    | –    | –    | –    | –    | –    | –    | –    |
| Madagascar             | Congress Party for the Independence                                 | –    | –    | ✓    | ✓    | –    | –    | –    | –    | –    | –    | –    | –    | –    | –    | –    | ✓    | –    | –    | –    | –    |
| Malta                  | Communist Party of Malta                                            | –    | –    | ✓    | –    | –    | –    | –    | ✓    | m    | m    | –    | –    | –    | –    | ✓    | ✓    | ✓    | –    | –    | –    |
| México                 | Communist Party of Mexico                                           | –    | ✓    | ✓    | ✓    | –    | ✓    | ✓    | ✓    | ✓    | ✓    | –    | ✓    | ✓    | ✓    | ✓    | ✓    | ✓    | ✓    | ✓    | –    |
| México                 | Partido Popular Socialista                                          | ✓    | –    | –    | ✓    | –    | –    | –    | –    | –    | –    | –    | –    | –    | ✓    | ✓    | –    | –    | –    | m    | –    |
| México                 | Socialist People's Party of Mexico                                  | ✓    | –    | –    | ✓    | –    | –    | –    | –    | –    | –    | –    | –    | –    | –    | –    | m    | m    | ✓    | ✓    | m    |
| Moldávia               | Partido dos Comunistas da República da Moldávia                     | –    | –    | –    | ✓    | –    | –    | –    | ✓    | –    | –    | –    | –    | –    | ✓    | –    | m    | ✓    | m    | ✓    | m    |
| Nepal                  | Partido Comunista do Nepal                                          | –    | ✓    | ✓    | ✓    | –    | –    | –    | –    | ✓    | ✓    | ✓    | ✓    | ✓    | ✓    | –    | –    | m    | m    | m    | m    |
| Países Baixos          | New Communist Party of the Netherlands                              | –    | ✓    | ✓    | –    | –    | ✓    | –    | –    | ✓    | ✓    | ✓    | ✓    | ✓    | –    | ✓    | ✓    | ✓    | ✓    | ✓    | ✓    |
| Noruega                | Communist Party of Norway                                           | –    | ✓    | ✓    | ✓    | –    | ✓    | ✓    | ✓    | ✓    | ✓    | ✓    | ✓    | ✓    | ✓    | ✓    | ✓    | ✓    | ✓    | ✓    | ✓    |
| Paquistão              | Pakistan Communist Party                                            | ✓    | –    | ✓    | ✓    | –    | –    | –    | ✓    | m    | m    | –    | ✓    | –    | ✓    | –    | –    | –    | –    | –    | –    |
| Palestina              | Palestinian Communist Party                                         | ✓    | ✓    | ✓    | ✓    | –    | ✓    | ✓    | ✓    | ✓    | ✓    | ✓    | ✓    | ✓    | –    | –    | ✓    | ✓    | m    | m    | –    |
| Palestina              | Palestinian People's Party                                          | ✓    | –    | ✓    | ✓    | –    | ✓    | –    | ✓    | ✓    | ✓    | ✓    | ✓    | ✓    | –    | –    | –    | ✓    | m    | ✓    | –    |
| Panama                 | People's Party of Panama                                            | ✓    | –    | –    | ✓    | –    | –    | ✓    | ✓    | –    | –    | –    | –    | ✓    | –    | –    | –    | –    | –    | –    | –    |
| Paraguai               | Partido Comunista Paraguaio                                         | –    | ✓    | ✓    | ✓    | –    | –    | –    | –    | –    | –    | –    | –    | ✓    | –    | –    | –    | –    | –    | –    | –    |
| Peru                   | Partido Comunista do Peru – Pátria Vermelha                         | ✓    | –    | –    | ✓    | –    | –    | ✓    | –    | –    | –    | –    | –    | ✓    | –    | ✓    | –    | –    | –    | –    | –    |
| Peru                   | Partido Comunista Peruano                                           | –    | –    | –    | ✓    | –    | –    | ✓    | ✓    | –    | –    | ✓    | ✓    | ✓    | –    | ✓    | –    | –    | –    | –    | –    |
| Filipinas              | Partido Comunista das Filipinas–1930                                | ✓    | –    | –    | ✓    | –    | m    | –    | m    | –    | –    | –    | –    | –    | ✓    | –    | ✓    | ✓    | m    | m    | –    |
| Filipinas              | Partido Comunista das Filipinas                                     | ✓    | –    | –    | ✓    | –    | –    | –    | –    | m    | m    | –    | –    | –    | –    | –    | –    | –    | –    | –    | –    |
| Polónia                | Partido Comunista da Polónia                                        | ✓    | ✓    | –    | ✓    | –    | –    | –    | ✓    | –    | –    | –    | –    | –    | ✓    | –    | ✓    | ✓    | m    | ✓    | –    |
| Portugal               | Partido Comunista Português                                         | ✓    | ✓    | ✓    | ✓    | ✓    | ✓    | ✓    | ✓    | ✓    | ✓    | ✓    | ✓    | ✓    | ✓    | ✓    | ✓    | ✓    | ✓    | m    | ✓    |
| Roménia                | Partido Comunista da Roménia                                        | –    | –    | –    | –    | –    | –    | –    | –    | –    | –    | –    | –    | –    | –    | –    | ✓    | ✓    | ✓    | –    | ✓    |
| Roménia                | Partido da Aliança Socialista                                       | ✓    | –    | –    | –    | –    | –    | –    | ✓    | –    | –    | –    | –    | –    | –    | –    | ✓    | ✓    | m    | m    | –    |
| Roménia                | Partido dos Trabalhadores da Roménia                                | –    | –    | –    | –    | –    | –    | –    | –    | –    | –    | –    | –    | –    | –    | –    | –    | –    | m    | ✓    | –    |
| Rússia                 | Partido Comunista da Federação Russa                                | –    | ✓    | ✓    | ✓    | –    | ✓    | ✓    | ✓    | ✓    | ✓    | ✓    | ✓    | ✓    | ✓    | ✓    | ✓    | ✓    | ✓    | ✓    | ✓    |
| Rússia                 | Partido Comunista Russo dos Trabalhadores                           | ✓    | –    | ✓    | ✓    | –    | ✓    | ✓    | ✓    | ✓    | ✓    | ✓    | ✓    | ✓    | ✓    | ✓    | ✓    | ✓    | ✓    | ✓    | ✓    |
| Rússia                 | Partido Comunista da União Soviética                                | ✓    | ✓    | ✓    | ✓    | –    | ✓    | –    | ✓    | ✓    | ✓    | ✓    | –    | –    | ✓    | –    | ✓    | ✓    | –    | ✓    | –    |
| Sérvia                 | Novo Partido Comunista da Jugoslávia                                | ✓    | m    | ✓    | ✓    | ✓    | ✓    | ✓    | ✓    | –    | ✓    | ✓    | ✓    | ✓    | ✓    | ✓    | ✓    | ✓    | ✓    | –    | –    |
| Sérvia                 | Comunistas da Sérvia                                                | ✓    | ✓    | ✓    | ✓    | –    | ✓    | –    | –    | –    | ✓    | –    | –    | –    | –    | –    | –    | –    | –    | –    | –    |
| Eslováquia             | Partido Comunista da Eslováquia                                     | ✓    | –    | ✓    | ✓    | –    | –    | –    | –    | –    | –    | –    | –    | –    | ✓    | ✓    | ✓    | ✓    | ✓    | ✓    | ✓    |
| África do Sul          | Partido Comunista Sul–Africano                                      | –    | ✓    | ✓    | ✓    | –    | ✓    | ✓    | ✓    | ✓    | ✓    | ✓    | ✓    | ✓    | –    | ✓    | m    | m    | –    | –    | m    |
| Antiga União Soviética | União de Partidos Comunistas – Partido Comunista da União Soviética | ✓    | –    | ✓    | ✓    | –    | –    | –    | ✓    | –    | –    | –    | ✓    | ✓    | ✓    | –    | ✓    | ✓    | ✓    | ✓    | ✓    |
| Espanha                | Partido Comunista de Espanha                                        | –    | ✓    | ✓    | ✓    | –    | ✓    | ✓    | ✓    | ✓    | ✓    | ✓    | ✓    | –    | ✓    | ✓    | ✓    | ✓    | ✓    | ✓    | ✓    |
| Espanha                | Comunistas da Catalónia                                             | ✓    | ✓    | ✓    | ✓    | –    | –    | –    | ✓    | ✓    | ✓    | –    | –    | –    | –    | ✓    | m    | –    | –    | –    | –    |
| Espanha                | Partido Comunista dos Povos de Espanha                              | ✓    | ✓    | ✓    | ✓    | –    | ✓    | ✓    | ✓    | ✓    | ✓    | ✓    | ✓    | ✓    | ✓    | ✓    | ✓    | ✓    | ✓    | ✓    | ✓    |
| Espanha                | Partido Comunista dos Trabalhadores de Espanha                      | ✓    | –    | –    | –    | –    | –    | –    | –    | –    | –    | –    | –    | –    | –    | –    | –    | –    | –    | –    | –    |
| Espanha                | Esquerda Unida                                                      | ✓    | –    | ✓    | ✓    | –    | –    | –    | –    | –    | –    | –    | –    | –    | ✓    | –    | –    | ✓    | –    | ✓    | ✓    |
| Sri Lanka              | Partido Comunista do Sri Lanka                                      | –    | ✓    | ✓    | ✓    | –    | –    | –    | ✓    | ✓    | ✓    | ✓    | ✓    | –    | ✓    | –    | –    | –    | –    | m    | m    |
| Sudão                  | Partido Comunista Sudanês                                           | ✓    | –    | ✓    | ✓    | –    | ✓    | –    | ✓    | ✓    | ✓    | –    | –    | –    | ✓    | ✓    | ✓    | ✓    | ✓    | ✓    | ✓    |
| Suécia                 | Partido Comunista da Suécia                                         | ✓    | ✓    | –    | ✓    | –    | ✓    | –    | ✓    | ✓    | –    | ✓    | ✓    | ✓    | –    | ✓    | ✓    | ✓    | –    | m    | ✓    |
| Síria                  | Partido Comunista Sírio (Bakdash)                                   | ✓    | –    | ✓    | ✓    | –    | –    | –    | ✓    | ✓    | ✓    | ✓    | ✓    | ✓    | ✓    | ✓    | ✓    | ✓    | ✓    | ✓    | ✓    |
| Síria                  | Partido Comunista Sírio (Unificado)                                 | ✓    | ✓    | –    | ✓    | –    | ✓    | ✓    | ✓    | ✓    | ✓    | ✓    | ✓    | ✓    | ✓    | ✓    | ✓    | ✓    | ✓    | ✓    | ✓    |
| Tajiquistão            | Partido Comunista do Tajiquistão                                    | ✓    | –    | –    | ✓    | –    | m    | –    | –    | ✓    | –    | –    | –    | –    | –    | –    | ✓    | –    | m    | –    | m    |
| Turquia                | Partido Comunista da Turquia                                        | –    | ✓    | ✓    | –    | –    | –    | ✓    | ✓    | ✓    | ✓    | ✓    | ✓    | ✓    | ✓    | ✓    | ✓    | ✓    | ✓    | ✓    | ✓    |
| Turquia                | Partido Comunista                                                   | ✓    | –    | –    | ✓    | –    | ✓    | –    | –    | –    | –    | –    | –    | –    | –    | –    | –    | –    | –    | –    | –    |
| Turquia                | Partido do Trabalho                                                 | –    | –    | –    | –    | –    | –    | –    | ✓    | ✓    | ✓    | –    | –    | –    | o    | o    | –    | o    | ✓    | m    | ✓    |
| Turquia                | Partido Liberdade e Solidariedade                                   | –    | –    | –    | –    | –    | –    | –    | –    | –    | –    | –    | –    | –    | –    | –    | –    | –    | –    | –    | m    |
| Ucrânia                | Partido Comunista da Ucrânia                                        | ✓    | ✓    | ✓    | ✓    | –    | ✓    | –    | –    | ✓    | ✓    | ✓    | –    | ✓    | ✓    | ✓    | ✓    | m    | ✓    | ✓    | ✓    |
| Ucrânia                | União de Comunistas da Ucrânia                                      | ✓    | ✓    | ✓    | ✓    | –    | ✓    | –    | –    | ✓    | ✓    | ✓    | –    | ✓    | ✓    | ✓    | ✓    | ✓    | ✓    | ✓    | ✓    |
| Reino Unido            | Partido Comunista da Grã–Bretanha                                   | ✓    | ✓    | ✓    | ✓    | –    | ✓    | ✓    | ✓    | ✓    | ✓    | ✓    | ✓    | ✓    | ✓    | ✓    | ✓    | ✓    | ✓    | m    | m    |
| Reino Unido            | Novo Partido Comunista da Grã–Bretanha                              | –    | –    | ✓    | ✓    | –    | –    | –    | –    | –    | ✓    | –    | –    | –    | –    | ✓    | ✓    | ✓    | ✓    | –    | ✓    |
| Uruguai                | Partido Comunista do Uruguai                                        | –    | ✓    | –    | ✓    | –    | –    | –    | –    | –    | m    | –    | –    | ✓    | –    | –    | –    | –    | m    | –    | –    |
| EUA                    | Partido Comunista dos Estados Unidos                                | –    | ✓    | ✓    | ✓    | –    | –    | ✓    | ✓    | ✓    | ✓    | ✓    | ✓    | ✓    | ✓    | ✓    | ✓    | ✓    | ✓    | ✓    | ✓    |
| Venezuela              | Partido Comunista da Venezuela                                      | ✓    | –    | ✓    | ✓    | –    | m    | –    | –    | –    | ✓    | –    | –    | ✓    | ✓    | –    | ✓    | m    | –    | ✓    | –    |
| Vietname               | Partido Comunista do Vietname                                       | ✓    | ✓    | ✓    | ✓    | –    | ✓    | ✓    | –    | ✓    | ✓    | ✓    | ✓    | ✓    | ✓    | ✓    | ✓    | ✓    | ✓    | ✓    | ✓    |